# 鉭質電容器

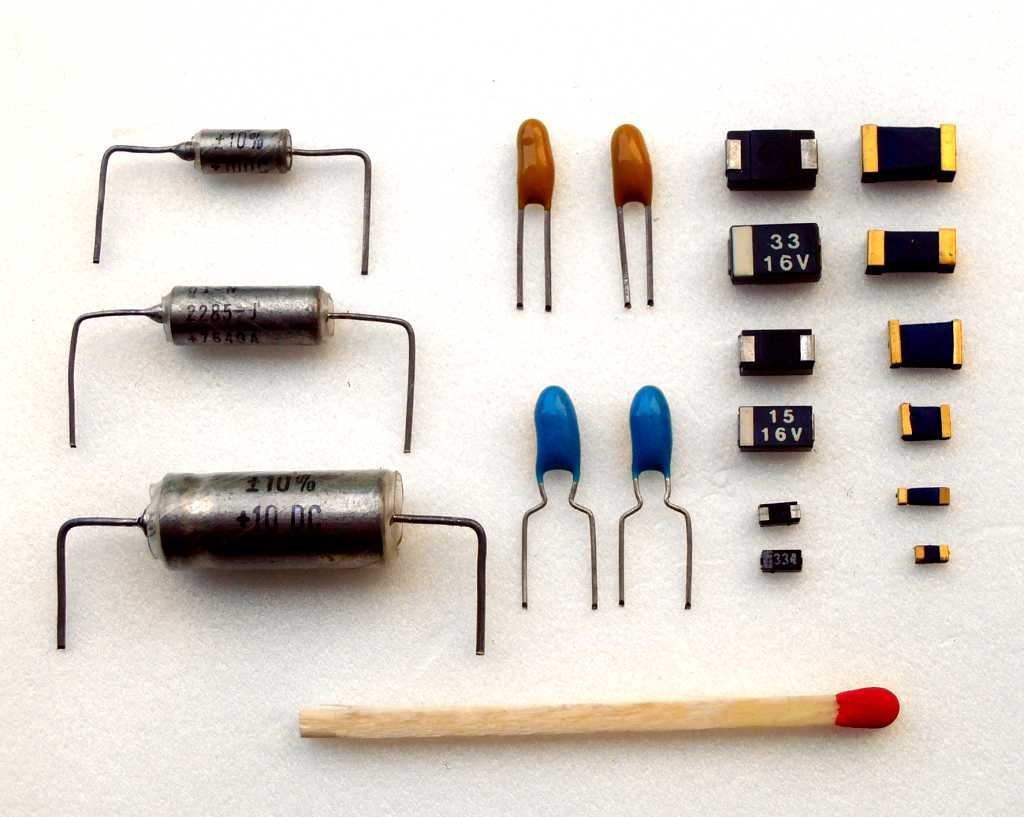
不同外形的鉭質電容器：軸向式、徑向式以及SMD晶片式（旁邊的火柴用來表示實際大小）

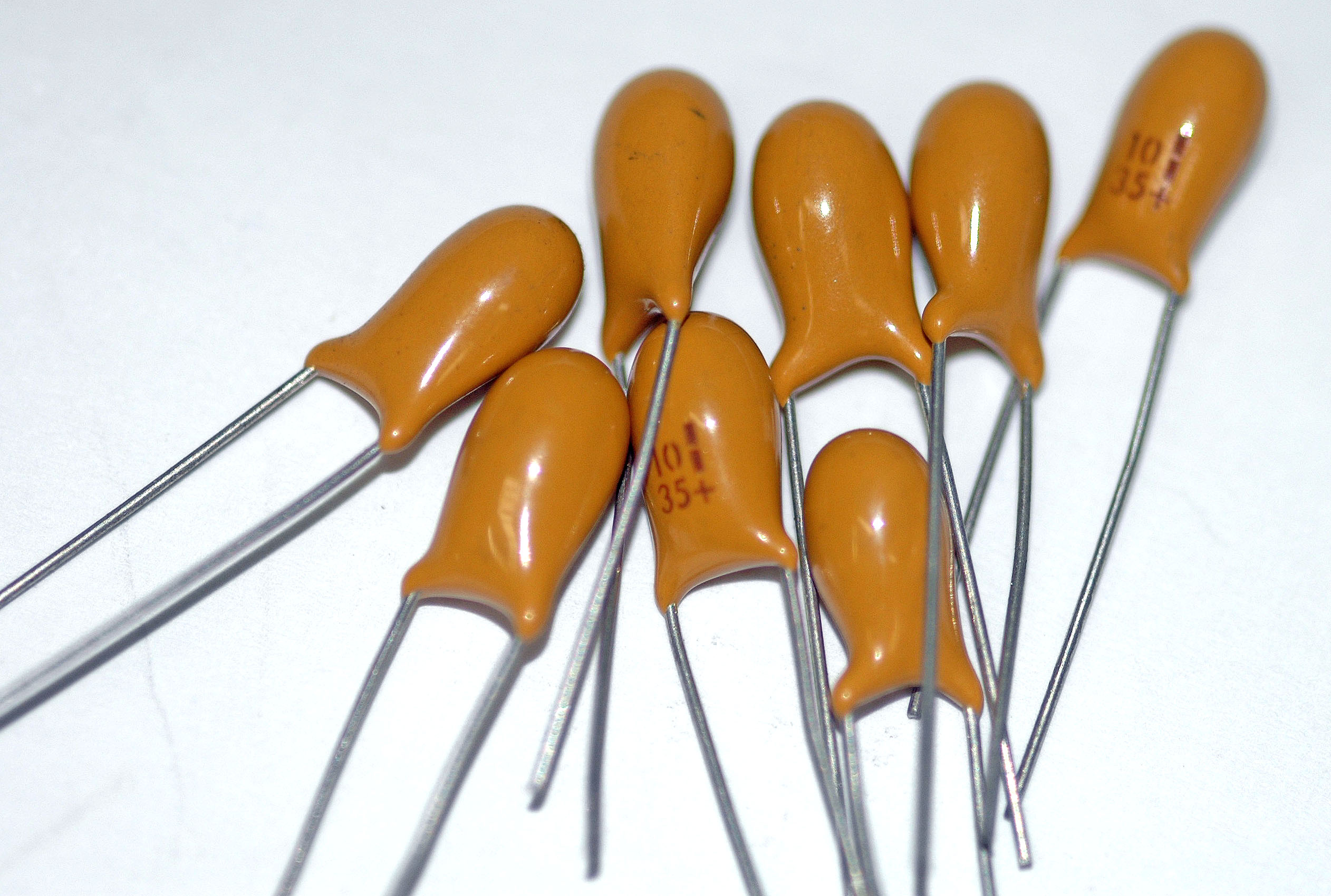
額定10 µF 30 VDC的鉭質電容器，固態電解質，epoxy封裝

鉭質電容器（tantalum electrolytic capacitor）是电解电容的一種，俗称钽电容，其中以钽金屬顆粒為陽極，外圍有絕緣氧化物作為介電質，外層有液態或是固態電解質為陰極。因為鉭質電容器的介電層很薄，而且电容率較高，因此鉭質電容器的單位體積電容可以比傳統電容器及其他电解电容要高，其重量也可以比較輕。
鉭屬於衝突礦產，因此鉭質電容器會較同規格的鋁電解電容器要貴很多。
鉭質電容器是有極性的電子元件，若給予逆向電壓，會破壞電容器。若需要雙極性或是無極性的電容器，可以將二個鉭質電容器反向串聯，讓二個陽極在外側和其他電路連結。

## 基本資訊

### 基本原理

陽極氧化的基本原理，在上面施加電流源，會在金屬的陽極上形成氧化層

電解電容器是使用一些特殊金屬可以形成絕緣氧化層的化學特性。若在電浴中在陽極的鉭上施加正電壓，會形成氧化層，其厚度和電壓成正比。氧化層可作為電解電容器中的介電層。鉭氧化層和鈮氧化層的特性比較表如下
| 陽極金屬     | 介電質              | 相對電容率 | 氧化物結構 | 崩潰電壓 (V/μm) | 介電層厚度 (nm/V) |
| ------------ | ------------------- | ---------- | ---------- | --------------- | ----------------- |
| 鉭           | 五氧化二鉭（Ta2O5） | 27         | 非晶質     | 625             | 1.7               |
| 鈮、一氧化鈮 | 五氧化二鈮（Nb2O5） | 41         | 非晶質     | 400             | 2.5               |

在粗糙的陽極表面形成電容器的介電氧化層後，還需要電容器的陰極。在電解電容器中會用電解質做為陰極。可以使用的電解質有許多種。一般來說可以分為二種：非固態電解質及固態電解質。非固態電解質是液態，因為離子性因而可以導電。若施加的電壓極性相反，可能會破壞其氧化層。

## 外部連結
- 维基共享资源上的相關多媒體資源：鉭質電容器